# ويليام والاس (سياسي)
ويليام والاس هو سياسي كندي، ولد في 4 فبراير 1820، وتوفي في 28 أغسطس 1887 في كندا. حزبياً، نشط في حزب كندا المحافظ. وقد انتخب عضو مجلس العموم الكندي.